# Džosaja Vedžvud
Džosaja Vedžvud (engl. Josiah Wedgwood; Berslem, Stafordšir, 12. jul 1730 — Etrurija, Engleska, 3. januar 1795) bio je engleski preduzetnik.

## Biografija
Vedžvud je bio najmlađi od dvanaestoro dece u porodici vlasnik preduzeća „Čerčjard poteri“ (engl. Churchyard Pottery). Posle smrti oca Vedžvud počinje izučavati grnčarstvo i smatra se začetnikom industrijalizacije grnčarstva. Bio je jedan od prvih industrijalaca koji je koristio strategijski marketing. Josiah Wedgwood & Sons Ltd. postoji kao deo konzorcijuma Waterford Wedgwood sve do danas. 
Vežvud je nastojao da poboljša kvalitet gline koju je koristio, a takođe i izgled gotovih proizvoda, pri čemu se oslanjao na antičke uzore.
Napravio je Jasper ware, dvobojni belo-plavi reljef po uzoru na takve reljefe iz antičkog doba. Primer takvog reljefa je čuvena Portland vaza.
Firma se naglo razvijala i Vedžvud je 1760. stvorio industrijski gradić Etruriju, gde je radio do smrti. 
Godine 1768. izumeo je proces obrade keramike (po njemu nazvan Proces Vedžvudver), a 1782. pirometar. Za pirometar je napravio odgovarajuću temperaturnu lestvicu koja se po njemu naziva Vedžvudova lestvica.
Džosaja Vedžvud je kao protivnik ropstva podržavao abolicioniste. Bio je deda Čarlsa Darvina.

## Spoljašnje veze
- Iz klasične enciklopedije (engleski)
- Vedžvud porculan Архивирано на веб-сајту  (5. јануар 2009)
- Kratak životopis povodom 210. godišnjice smrti(nemački)